# Андреј Стас
Андреј Леонидович Стас (рус. Андрей Леонидович Стась — Минск, 18. октобар 1988) професионални је белоруски хокејаш на леду који игра на позицијама центра.
Члан је сениорске репрезентације Белорусије за коју је на међународној сцени дебитовао на светском првенству 2009. године. Био је део белоруског олимпијског тима на Зимским олимпијским играма 2010. у Ванкуверу.
Највећи део каријере провео је играјући у Динаму из Минска у КХЛ лиги. Наступао је и за руске клубове ЦСКА и Њефтехимик. 